# Igreja da Misericórdia (Caminha)
A Igreja da Misericórdia, ou Igreja da Santa Casa da Misericórdia de Caminha, situa-se em Caminha, Portugal.
A igreja foi iniciada em 1559, mas da primitiva construção apenas resta o portal principal. No seu interior a igreja está decorada com talha, conservando num altar da parede direita a imagem de Santa Rita de Cássia, padroeira de Caminha.
Em 18 de Março de 2019, foi classificada como Monumento de Interesse Público.

## História
Em 1516 dá-se a fundação da Irmandade da Santa Casa da Misericórdia de Caminha, por ordem de D. Manuel I. O compromisso só foi aprovado em 1557 por ordem de D. João III. No entanto as obras para a construção do hospital e da Igreja iniciaram-se a 21 de Maio de 1551. 
Em 1651, a igreja já não satisfazia o gosto requintado da época, por isso levaram-se a cabo obras de reconstrução e remodelação, a cargo do provedor Rodrigo Sotto-mayor. Estas alterações eram essencialmente a nível arquitectónico, elevando-se o pé direito da igreja mais vinte palmos, abrindo-se novas janelas e alterando, também, a fachada. Da igreja renascentista somente restou o portal de estilo plateresco. Na porta lateral dirigida para este, pode-se ler a data de 1672. 
Mais tarde, em 1695 derruba-se um torreão da antiga muralha caminhense, aproveitando-se assim as pedras para as obras da igreja, reconhecendo que o principal objectivo era para a varanda exterior do lado poente ficar com uma vista mais livre e aberta. Estas obras demoraram até ao princípio do século XVIII. Depois destas obras a igreja não sofreu mais alterações significativas.

## Características
Em relação aos aspectos técnicos e de descrição da igreja é de se referir que é uma igreja de planta longitudinal, com uma única nave onde a capela-mor está à mesma altura que o resto da igreja, segundo as tradições do renascimento. A porta principal revela muitas afinidades com as portas da Igreja Matriz, (c.1488-1556). Esta porta apresenta um arco de meia volta, decorado com grotescos e arabescos, as pilastras laterais sustentam a mesma decoração nos plintos e nos capitéis. Enquadrada num alfiz ao gosto mudéjar onde existem dois ´medalhões com os bustos de São Cosme e Damião de feição renascentista. Ainda na fachada principal pode-se ver acima da porta um grande janelão rectangular. O remate é feito com um frontão rectangular que alberga a imagem da padroeira da igreja. A torre sineira, apresenta-se ao lado tem um vão de volta inteira, uma pequena abertura quadrada rematada com o sino enquadrado num pequeno arco de volta perfeita e com um frontão curvo que nos remete para o gosto barroco. No lado oeste existe uma pequena loggia de dois pisos constituída por arcos de volta perfeita, que dá acesso ao consórcio. Pelo lado este é de se registar a existência de duas grandes janelas barrocas e uma porta também da mesma época.
No interior, existe vários altares, destacando o altar-mor de estilo nacional; no módulo inferior contem um frontal que representa a Visitação. A data de 1723 está gravada na repisa de pedra do retábulo. O módulo central possui dois pares de colunas pseudo-salomónicas que se prolongam nas arquivoltas e tribuna com um trono de sete níveis de expositor. No módulo superior, acima das cornijas, estão a continuação das colunas cortadas radialmente.
Os azulejos do século XVII que se encontram na cabeceira, ao longo do corpo da igreja e na sacristia, de tonalidade azul, respeitam os gostos da época, embora alguns deles parecem reaproveitamentos.
Também é interessante o coro-alto, com cadeiral e órgão barrocos (acesso exterior, pela varanda, à qual se acede por um lanço de escada moderno).